# Féniers
Féniers ist eine Gemeinde im Zentralmassiv in Frankreich. Sie gehört zur Region Nouvelle-Aquitaine, zum Département Creuse, zum Arrondissement Aubusson und zum Kanton Felletin.

## Geografie
Féniers grenzt im Norden an Gioux, im Nordosten an Clairavaux, im Südosten an Le Mas-d’Artige, im Süden an Saint-Setiers, im Südwesten an Peyrelevade und im Westen an Gentioux-Pigerolles. Hier entspringt das Flüsschen Gioune, durchquert das Gemeindegebiet und entwässert zur Creuse. Der höchste Punkt in der Gemeindegemarkung ist der 921 Meter hohe Puy de Crabanat. Das Siedlungsgebiet besteht aus den Dörfern Crabanat, Le Petit Meymat, Ganneclaire, La Rebeyrolle und Le Moulin et Louvage.
Féniers ist ein Mitglied des Regionalen Naturparks Millevaches en Limousin.

## Bevölkerungsentwicklung
| Jahr      | 1962 | 1968 | 1975 | 1982 | 1990 | 1999 | 2008 | 2013 |
| --------- | ---- | ---- | ---- | ---- | ---- | ---- | ---- | ---- |
| Einwohner | 162  | 136  | 128  | 110  | 105  | 93   | 86   | 90   |